# منتخب جزر تشاغوس لكرة القدم
منتخب جزر تشاغوس لكرة القدم هو منتخب كرة قدم يمثل جزر تشاغوس في المحيط الهندي. ومع ذلك، تقع المنطقة تحت سيطرة إقليم المحيط الهندي البريطاني وتحافظ القوات المسلحة الأمريكية على وجودها بها عبر قاعدة عسكرية في دييغو غارسيا، لذلك يمثل المنتخب الشتات التشاغوسي.